# Назви Львова
Протягом своєї історії місто Львів мало низку різних назв. Його традиційна українська назва походить від імені князя Лева Даниловича. 
Він змінював свою назву на Lemberg, під час панування Габсбургів 1772-1914 рр. Фонетично старішою є «неікана» форма Львовъ; етимологічним правописом давня форма і новітнє звучання поєднувались у написанні Львôвъ. Форма Львів у словниках вперше виступає в словнику в 1886 році (перший том «Малорусько-німецького словаря» Є.Желеховського). Що в живій мові ця форма існувала раніше — немає сумніву, але ще в 1864 році М.Номис фіксує приказку «Львів не всякому здорів» («Українські приказки, прислів'я і таке інше»).
Щодо Львова традиційними є багато епітетів. Розповсюдженою є назва «Місто Лева». Час від часу вживаються такі порівняння, назви та словосполучення, як «місто левів», «місто сплячих левів», «Королівське місто», «Перлина корони Європи», «Місто-музей», «столиця Галичини», «маленький Париж», «маленький Відень», «український П'ємонт», «Бандерштадт», «культурна столиця України» та інші.

## Львовъ город, Львовъ, Львів
Топонім «Львів»  — субстантивований присвійний відмінок на -ов- від особового імені грецького походження Лев, як звався син галицько-волинського князя Данила Романовича, з 1253 року короля Русі[1][2][3][4].
Як присвійна назва, Львів в'яжеться з первісним: «Львовъ городъ» тобто «місто Льва». В давніх актах зустрічаються зокрема такі написання: на городъ на Львовъ (під 1283 роком), із XIV століття; городъ Львовъ (1648); въ городъ Львовъ (1648) та ін.
Часом форма слова «город» мала книжний характер: «град», наприклад близу града Лвова (1654). Традиція цих форм перетривала й до 20 століття, зокрема в святкових промовах, урочистих деклараціях, у поетичній мові й т. п. уживаються звороти «Львів-город», «город Льва», «Льва-город» тощо, як і зворот «город Данила». Ці форми мали на меті архаїзувати назву і таким чином нав'язувати до її старого походження, як і до історичних українських прав на це місто: пригадування князя Льва, сина короля Данила, для якого цей город був побудований.
Хоч у старих документах назви «Львов город» і «Львов» вживаються всуміш, проте старшою треба визнати першу форму. На це вказує не тільки значення назви: «місто Лева-Льва», але й переклад цієї назви на латинську й німецьку, а далі на французьку й інші мови.

## Илвов
Українська назва «Львов город» побіч «Львов» — найстаріша для столиці Галичини. Однак, з кінця XIV століття в українській мові з'являється третя форма із зміною початкового «л» на «ил». Зокрема зустрічаються записи воєводі Илвовскомъ (1371); мѣстьчяны Илвовского мѣста, до Илвова (1407) та ін. Ця форма збереглася до сьогодні в західноукраїнських говорах, що зафіксовано у словнику Желехівського (стор. 322).
Щодо походження форми «Ильвов», то вона зв'язана з появою в українській мові т. зв. приставного «и» перед звуками «л» та «р», головно коли після них була редукована голосна («єр» або «йор», напр. ильняний замість льняний, иржа замість ржа»).

## Lwów
Даремно шукати в найстарших чисто польських документах за формою «Lwów gród». Вони знають тільки Lwów, напр. під 1356. 3 одного боку внаслідок переваги латинського «Леополісу», з другого боку з уваги на вчасне засвоєння слова «miasto» замість «gród» польська мова не знає сполуки «Lwów gród» в найстаріших документах. Проте зустрічається словосполучення miasto Lwów, напр. під р. 1649, що свідчить про повний вплив українського «Львів» (чоловічого роду) й більше штучне, аніж органічне її сприйняття.
На думку Я. Рудницького, «коли б у польській мові було відчуття питомої старовини цієї назви, ми мали б не miasto Lwów, a miasto Lwowe (середній рід)». Хоч в пізніших часах, у XIX столітті в польській літературі й виникла форма «Львівґруд», вона одначе не віддзеркалена в старих документах, має виразно штучний характер.

## Leopolis
У польсько-латинських документах назва Львова виступає в відомій формі Леополіс, чи скороченій Леополь. Наприклад під 1389 роком записано: civitas Leopoliensis; під р. 1422: Leopolis; під р. 1426: Leopoli et circa Leopolim та ін. Leopol зустрічається наприклад на мапі Польщі Деліля з 1704 р. та на ін. мапах. Ясна річ, що назва «Леопол(іс)», це латинський переклад (калька) українського «Львов город». Та цей переклад не виступає послідовно в старих латинських актах. Побіч нього зустрічається латинізована форму українського «Львов», а саме «Львовія» (аналогічно до «Кіовія» для Києва), напр. Livoviam 1351.
Дуже цікавий приклад латинського перекладу української форми «Львов город» на Каталонській карті світу з р. 1375, а саме Ciutat de Léo, де словом «ciutat» передано «город». Заслуговує на увагу теж окрема прикметникова форма civitas nostra Leona. Інші латинські форми для Львова це: Leopolia, Leontopolis, Leone, Liova, а також Leo.

## Lemberg
Коли йде про німецьку форму «Лемберґ», то вона на перший погляд досить дивна. Ярослав Рудницький присвятив цій формі окрему студію, надруковану в XVII томі відомого ономастичного журналу «Zeitschrift fuer Namenforschung» під заголовком: «Zur slavisch-deutschen Ortsnamenkunde. Ukrainisches Lviv — deutsches Lemberg». У цій студії автор стверджує, що найстаршою німецькою формою був не «Лемберґ», а точний переклад українського «Львов город» — німецькою Leonburg (так наприклад у роках 1387, 1390, 1409 i п.). Окрім того, існували і інші варіанти назви міста. У документі Владислава Яґайла, де Львову підтверджується маґдебурзьке право (1 жовтня 1389 р.), вживається назва Lemburg. Крім того, трапляється в документах форма Lamburg. Внаслідок фонетичних і семантичних змін почерез форми Lemburg(a), Lamburg(a), Lamberg, Lemberga назва Львова уставилася в німецькій мові остаточно як Lemberg.
Через великий вплив німецької громади, назва Lemberg утвердилася дуже рано, ще в перші десятиліття історії міста. Так, німецька назва Львова використовувалась у грамоті князя Юрія ІІ від 1334 р., де місто назване Lemburg, та в низці інших документів XIV ст.

## Назви іншими мовами
У давнину, зокрема, зустрічалися варіанти назви Львігород (Lwihorod), Levenberg, Lemburg, Lemberg, Leontopolis.
Назва Львів у інших мовах дуже різноманітна. Греки вживали з кінцем XIII ст. назви: Літвон, Літвада; царгородський, александрійський і єрусалимський патріярх називали Львів «Леовіос», або «Леонтополіс».
У турецькій мові назва Львова була: «Ілі», «Ільбо», «Ілібот», «Ілібов», «Ільбадір», вірменською Львів називався «Ілоф», єврейською «Лемберґ» або «Лемберік».
Західноєвропейські мови перейняли або латинську форму, пор. напр. французьке «Леополь», або німецьку, пор. англійське «Лемберґ».